# Ранджі Трофі

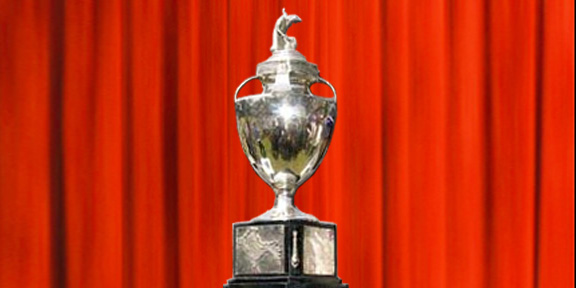
Кубок турниру

Ранджі Трофі (англ. Ranji Trophy) — національний чемпіонат з крикету першого класу, що проводиться в Індії між містами та штатами. Чемпіонат названий на ім'я Кумара Шрі Ранджіцінхджі.